# Grand Prix Erik Breukink
Le Grand Prix Erik Breukink est une ancienne course cycliste par étapes néerlandaise organisée de 2002 à 2003 autour de la commune de Bladel dans la province du Brabant-Septentrional.
Elle porte le nom d'Erik Breukink, ancien coureur professionnel et actuellement membre de l'équipe Rabobank en tant que directeur sportif.

## Palmarès
| Année | Vainqueur         | Second        | Troisième             |
| ----- | ----------------- | ------------- | --------------------- |
| 2002  | Fabian Cancellara | Bradley McGee | Steven van Malderghem |
| 2003  | Erik Dekker       | Tomas Vaitkus | Bernhard Eisel        |